# Spizaetus melanoleucus

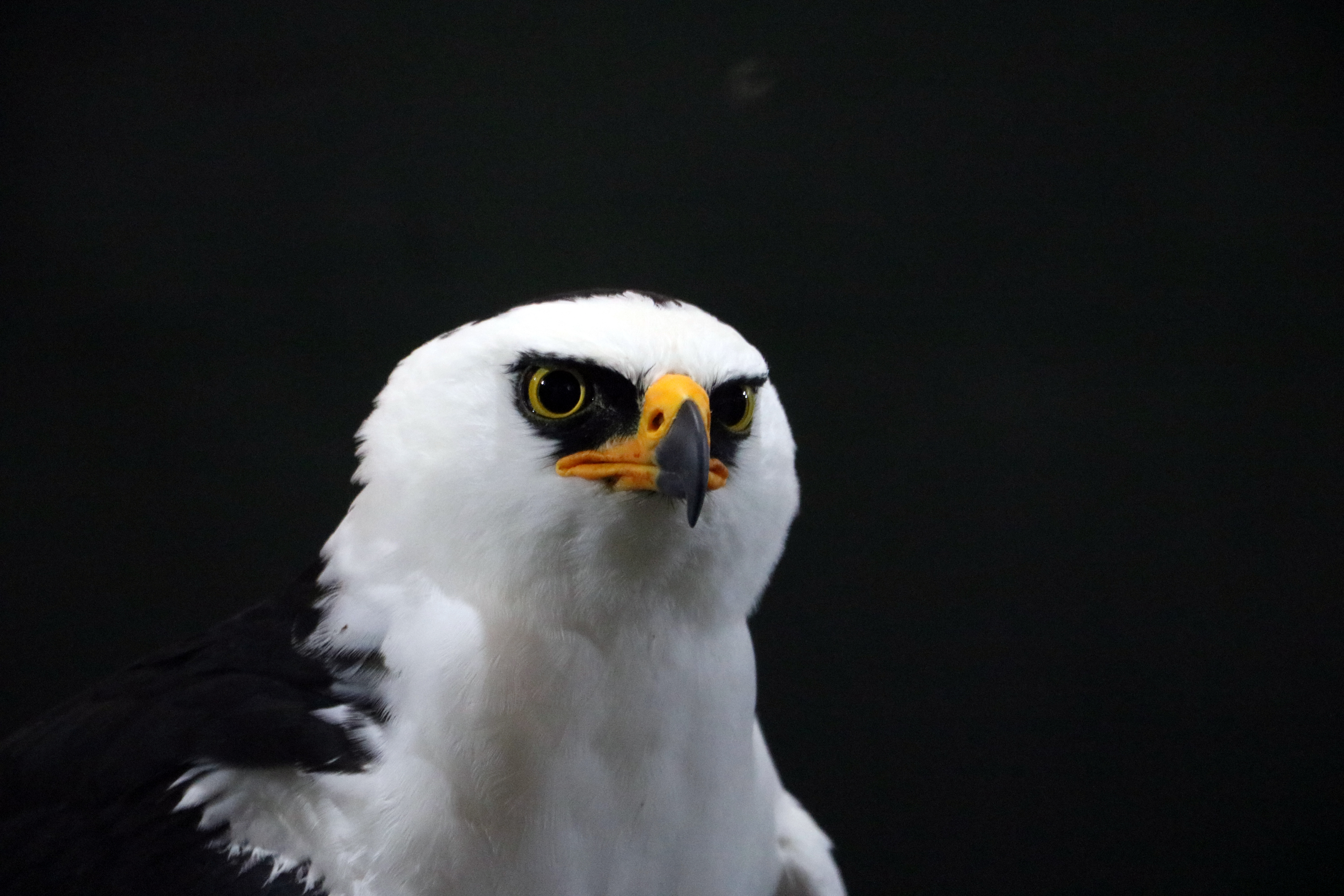
Un esemplare salvato in cattività (Argentina).

L'aquila dal ciuffo bianca e nera (Spizaetus melanoleucus (Vieillot, 1816)) è un uccello rapace della famiglia degli Accipitridi originario di una vasta fascia del continente americano che dal Messico meridionale giunge fino all'Argentina nord-orientale.

## Descrizione

### Dimensioni
Misura 51-61 cm di lunghezza, per un peso di 750-780 g; l'apertura alare è di 110-135 cm.

### Aspetto
Come suggerisce chiaramente il suo nome, è un rapace dal piumaggio bianco e nero che ricorda molto nella struttura del corpo le piccole aquile classificate nel genere Hieraaetus. La testa, il collo e il corpo sono bianchi; una piccola cresta di penne forma una chiazza nera sulla sommità della testa, e parimenti nera è l'area intorno agli occhi, specialmente in prossimità del becco. Le ali sono nere, mentre la coda è marroncina con barre di colore grigio scuro-nero e l'estremità bianca. L'iride è arancio; i piedi sono di colore variabile dal giallo chiaro al giallo brillante con artigli neri. Il becco è nero con la cera gialla.
I sessi hanno una colorazione simile, ma la femmina è più grande. Gli esemplari immaturi presentano i margini delle copritrici della parte superiore dell'ala di colore chiaro e alcune piume grigio-brunastre sul dorso.
È difficile confondere l'aquila dal ciuffo bianca e nera con altri rapaci presenti nello stesso areale. La poiana faccianera (Leucopternis melanops) presenta una colorazione generale molto simile, ma è di dimensioni nettamente inferiori ed ha una coda nera con una singola barra bianca nel mezzo. L'aquila dal ciuffo ornata (Spizaetus ornatus), probabilmente un parente molto stretto di S. melanoleucus, somiglia molto a quest'ultimo durante l'età giovanile. Tuttavia, i giovani esemplari di S. ornatus hanno ali, dorso e coda di colore molto più chiaro e sono privi dell'anello oculare nero.

## Biologia

### Alimentazione
La dieta di questa specie, rigorosamente carnivora, è costituita da mammiferi, rospi, squamati e, soprattutto, da un'ampia varietà di uccelli. Tra questi ultimi, predilige le specie arboricole, come oropendole, aracari, tanagre e cotinghe, ma non disdegna anche specie terricole e acquatiche, quali tinami, ciacialaca, cormorani e perfino una specie estremamente minacciata di estinzione come lo smergo del Brasile (Mergus octosetaceus). È ben noto che l'aquila dal ciuffo bianca e nera aggredisca anche piccole scimmie, anche se non è chiaro con quale intento. A quanto sembra, questo animale non è mai stato visto uccidere e divorare una scimmia.
La sua tecnica di caccia preferita consiste nel librarsi in alto fino a quando non individua una preda adatta, per poi piombare su di essa, ma un esemplare è stato visto catturare un picchio bianco (Melanerpes candidus), che lo aveva inseguito a mezz'aria, dopo essersi lanciato su di esso dal suo posatoio. Ama cacciare lungo le creste montuose e i margini della foresta, dove può accedere al livello della volta da una direzione obliqua piuttosto che direttamente dall'alto, e dove anche le prede terricole sono più accessibili.

### Riproduzione
Nidifica nella volta della foresta, costruendo un nido fatto con pezzi di legno in alto su alberi esposti situati su creste o luoghi simili, da dove possa avere una buona visuale sui suoi terreni di caccia. Tuttavia, informazioni dettagliate sulle sue abitudini di nidificazione sono quasi inesistenti. A Panama, alcuni esemplari hanno iniziato a costruire un nido nel mese di settembre, durante un periodo di tregua nella stagione delle piogge. Ma la stagione principale di nidificazione può iniziare prima dell'inizio della stagione delle piogge nel caso il primo tentativo sia stato abbandonato a seguito di un repentino ritorno delle forti piogge. Gli altri pochi dati a nostra disposizione concordano con questo, e almeno in America centrale la stagione della riproduzione sembra aver luogo da marzo a giugno o giù di lì.

## Distribuzione e habitat
Questa specie è presente dagli stati dell'Oaxaca e del Veracruz nel Messico meridionale fino a tutta l'America centrale, fatta eccezione per la maggior parte del Salvador e della costa pacifica del Nicaragua. In America meridionale, si incontra sul versante pacifico delle Ande fino all'Ecuador. Il nucleo principale del suo areale, tuttavia, si estende dalla costa caraibica della parte settentrionale di Colombia e Venezuela, attraverso le Guyane, fino al Brasile orientale, al Paraguay, all'Uruguay e all'Argentina nord-orientale, in una fascia di territorio che, verso ovest, si estende fino ai dipartimenti di Beni e Santa Cruz nella Bolivia nord-orientale. Una popolazione di aquile dal ciuffo bianche e nere è stata trovata anche nella regione di Loreto nel nord-est del Perù, ma non sappiamo quanto questa popolazione disgiunta disti dal resto dell'areale della specie. La specie manca del tutto dal settore occidentale del bacino del Rio delle Amazzoni, ed è relativamente rara nelle zone ad est di esso (ad es. nel Minas Gerais).
Dal punto di vista degli habitat, predilige le foreste di pianura di ogni tipo, anche se non ama quelle molto fitte e umide e gli habitat semiaridi come le savane. Non tollera molto bene la frammentazione degli habitat: anche se essa preferisce un habitat diversificato costituito da un mosaico di foresta mista e boscaglia, necessita di vaste distese di volta forestale ininterrotta per prosperare. Il suo areale non si estende molto in senso altitudinale, ma un esemplare è stato avvistato a circa 1200 m di altitudine nella riserva naturale di Buena Vista nella Sierra Nevada de Santa Marta in Colombia.

## Tassonomia
Fino a poco tempo fa questa specie veniva classificata nel genere monotipico Spizastur, ma è stata recentemente trasferita in Spizaetus da molte autorità tassonomiche - ad esempio l'Unione americana di ornitologia -, in quanto sembra essere strettamente imparentata con l'aquila dal ciuffo ornata (S. ornatus), tanto che le due specie vengono considerate sister taxa. Questo ha creato una certa confusione tassonomica, che tuttavia è passata in gran parte inosservata.
Originariamente, il nome Spizaetus melanoleucus venne attribuito da Louis Pierre Vieillot alla poiana aquila pettonero nel 1819, mentre l'aquila dal ciuffo bianca e nera era stato descritta nel 1816 dallo stesso scienziato come Buteo melanoleucus. La prima specie venne in seguito trasferita in Geranoaetus - un genere monotipico - nel 1844, mentre l'aquila dal ciuffo bianca e nera era stata rimossa da Buteo e trasferita in Spizastur alcuni anni prima.
Pertanto, fino a poco tempo fa, gli epiteti specifici identici non entrarono mai in conflitto diretto. Comunque, l'inserimento della poiana aquila pettonero in un genere monospecifico è sempre stato oggetto di discussione, e alcuni autori trasferirono la specie in Buteo. Facendo così, tuttavia, non tennero conto che Buteo melanoleucus era il nome originario dell'aquila dal ciuffo bianca e nera e che come omonimo senior non poteva essere applicato ad altre specie descritte in seguito. Il corretto appellativo specifico per la poiana aquila pettonero classificata in Buteo, Buteo fuscescens, venne ristabilito per un breve periodo attorno alla metà del XX secolo più per caso che per altro; tuttavia, dal momento che la maggior parte dei ricercatori della fine del XX secolo erano d'accordo nel riconoscere la validità di Geranoaetus, il nome fu scartato e sostanzialmente dimenticato.
Dato che l'aquila dal ciuffo bianca e nera non è stata inserita a lungo in Buteo, viene applicato l'articolo 59.3 del Codice ICZN. Secondo questo, un omonimo junior sostituito prima del 1961 non è reso definitivamente invalido (come di solito avviene per gli omonimi junior) se «il nome sostitutivo non è in uso» - come è avvenuto in seguito alla revisione ad opera di Amadon nel 1963. Quindi, in questo caso, il nome scientifico Buteo melanoleucus può essere applicato alla poiana aquila pettonero, anche se l'aquila dal ciuffo bianca e nera era stata descritta originariamente sotto quel nome, mentre l'omonimo senior melanoleucus si applica ancora a quest'ultima quando viene inserito in Spizaetus, secondo le consuete regole ICZN. Di conseguenza, il nome corretto da utilizzare per ciascuno di questi rapaci è passato attraverso un certo numero di coincidenze, diventando il sinonimo senior dell'altra specie.

## Conservazione
Sono molto scarse le informazioni riguardanti i movimenti e lo status delle popolazioni dell'aquila dal ciuffo bianca e nera. Ogni esemplare sembra richiedere un territorio di caccia di circa 1400 ettari almeno. Nonostante la varietà dei tipi di habitat in cui si trova suggerisca che non sia particolarmente suscettibile ai cambiamenti nell'utilizzo del terreno, è tuttavia una specie rara e localizzata in quasi ogni angolo del suo areale. Fino al 2000 la IUCN la classificava come «specie prossima alla minaccia» (Near Threatened), a causa delle incertezze riguardanti il suo stato di conservazione, ma dal momento che non è stato trovato alcun indizio che indichi un declino del rapace in qualunque zona del suo areale, è stata riclassificata come «specie a rischio minimo» (Least Concern).